# أودري فلورت
أودري فلورت (بالفرنسية: Audrey Fleurot)‏ هي ممثلة فرنسية مواليد 6 يوليو 1977  في مانت-لا-جولي بفرنسا، من أهم اعمالها المنبوذون.

## روابط خارجية
- أودري فلورت على موقع IMDb (الإنجليزية)
- أودري فلورت على موقع ميتاكريتيك (الإنجليزية)
- أودري فلورت على موقع روتن توميتوز (الإنجليزية)
- أودري فلورت على موقع قاعدة بيانات الأفلام العربية
- أودري فلورت على موقع ألو سيني (الفرنسية)
- أودري فلورت على موقع تيرنر كلاسيك موفيز (الإنجليزية)
- أودري فلورت على موقع أول موفي (الإنجليزية)
- أودري فلورت على موقع قاعدة بيانات الأفلام السويدية (السويدية)
- أودري فلورت على موقع قاعدة بيانات الفيلم (الإنجليزية)
- أودري فلورت على موقع كينوبويسك (الروسية)